# 颜捷先
颜捷先（1941年11月—），男，四川富顺人，中国石油工程师，曾任第七、八、九届全国政协委员。